# 安徳瑛

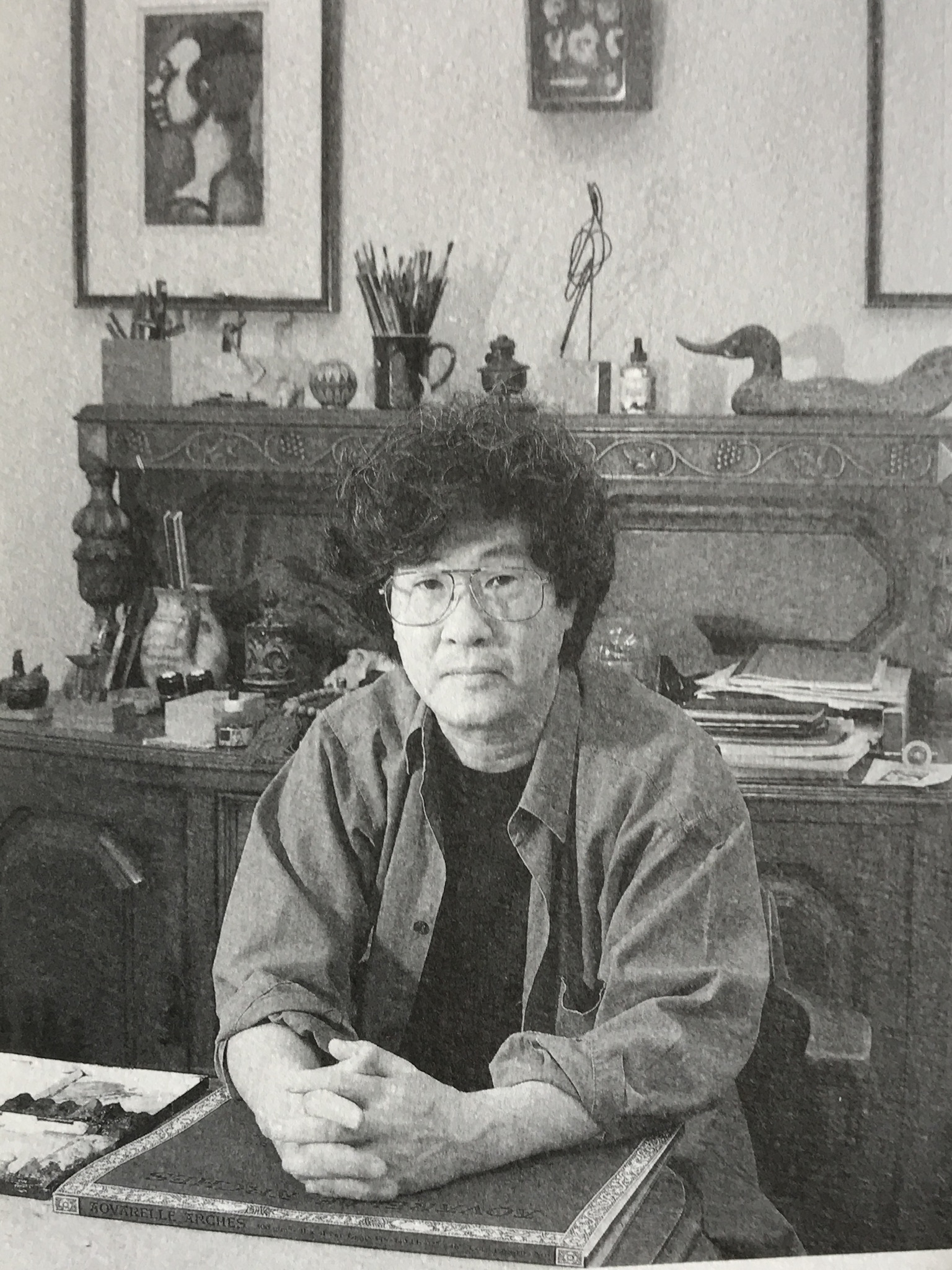

安徳 瑛（あんとく えい、1940年12月17日 - 1996年2月1日）は、中国・上海出身の日本の洋画家。元国画会会員。

## 作風・評価
1981年のスペイン・フランスへの旅行を契機に1983年頃から発表し始めた「白い道」と、「安徳の心の深層にある憧れの街」を俯瞰構図で描き始めた「鳥のゆく午後」という100号の作品が1984年の第27回安井賞展、安井賞・賞候補となった。(参照:1984年第27回安井賞展カタログに賞候補写真掲載)以後「安徳の独特の俯瞰の技法」について美術関係者及び美術愛好家、詩人達から注視され始めた。(以下参照)1984年美術出版社刊行「具象絵画の現在・p78-P79」1986年視覚デザイン研究所編　「水彩・ノート・街　P114-P115」1988年 美術世界社企画 「洋画の現在と未来展」カタログ・P114」1988年サロンデボザール刊行　「月刊ボザール P2-P5,P10-P13」1988年(株)バーズ刊行「月刊ギヤラリー　表紙絵及びP20-P23
1990年詩誌「KASEN」P168-P174,1990年「詩と思想」表紙絵及びP149　

## 略歴とエピソード
以下の年代別略歴の記述の為の参照文献:
- 1988年画廊 シェーネ刊行　安徳 瑛作品集「街丘、風、、戻りくる日々　年譜　P72-P76
- 20世紀日本人名事典「安徳 瑛」
- 1996年講談社「フェーマス」「風の画家、安徳 瑛を悼む」表紙絵、P1-P4
- 国立国会図書館サーチ「安徳 瑛」

1940年　国鉄を退社した後、「華中鉄道」に勤務していた父・安徳　敏と母・杉谷　春子の間の長男として上海で生まれる。
1944年　4歳、上海市より引き揚げ、母親の郷里である熊本・水俣に一時疎開するが、7歳の時に熊本市に移り高校まで過ごす。
1950年　10歳、鹿児島出身の海老原喜之助が熊本市内で主催する絵画研究所に入会する。　
1951年　11歳、熊本日日新聞社の主催する「火の玉祭りの絵」コンクールに応募し、「荒れ狂う馬と人の群」の大作を描いて、入賞。
1956年　16歳、熊本県立済々黌高校へ進学。済々黌では、1年先輩に版画家の野田哲也が居た。後に東京藝大では同期になる。
1959年 東京藝術大学美術学部油画科に入学。久保守、寺田春弐、山口薫、伊藤廉らの教授陣に指導を受ける。
1963年　東京芸大卒業時に「大橋賞」受賞し、国画会に卒業制作を出品し初入選する。同時に大学院絵画研究科卒業。第39回国画会に出品した「国歌をうたう」F100号の作品が国画賞を受賞する。
1967年27歳　芸大同期の浜田美智子と結婚。
1969年　CWAJの版画展では「日本の若い版画家達」で佳作賞を受賞。
1970年 30歳講談社のフェーマス・スクールズのインストラクターとして勤務、1996年に55歳で亡くなるまで続ける。
1974年　34歳　国画会展で会員に推挙、
1996年2月1日 55歳　肺腺癌により死去。

## 主な展覧会
- 1965年 - 95年 国画会展
- 1983年 明日への具象展
- 1982年、1984年　1986年、安井賞展
- 1984年 日本青年画家展
- 1988年 初画集「街、丘、風、戻りくる日々」発刊記念　個展　東京(画廊 シェーネ),名古屋(松坂屋本店),大阪(大丸梅田店),鹿児島三越　巡回
- 1990年　第二作品集発刊記念個展(東京、大阪、名古屋、熊本、鹿児島)
- 1995年　第三作品集発刊記念個展　(東京、大阪、名古屋、熊本、鹿児島)

## 著作物及び作品集
- 「筆でデッサンする」単行本(1977年7月20日 美術出版社刊行)
- 「絵画技法体系」単行本(1981年ポプラ社刊行)
- 「フエーマス」「モランデイについて語る」1990年1月講談社刊行P4-P7
- 「街、丘、風、、戻りくる日々」単行本(1988年画廊シェーネ刊行)
- 「風よ！丘よ！」単行本(1990年 画廊シェーネ刊行)
- 「四天の譜」単行本(1995年 画廊 シェーネ刊行)

## 挿画
参考文献:福音館　https://fukuinkan.co.jp/search/　画廊 シェーネ刊行安徳 瑛初作品集「街、丘、風、、戻りくる日々」単行本　年譜P72-P76
- 1978年「ふしぎな国への旅」(講談社)
- 1978年「ぼくとわたしの六年二組」(偕成社)
- 1979年「ジェイミーの冒険旅行」(偕成社)　     「日本人の来た道」
- 1980年「とり」(福音館)     「ぼくらは海へ」(偕成社)　　　「燃えるタンカー」(偕成社)
- 1981年「黒馬物語」(集英社)     「ナウマン象の道」(偕成社)     「マンモスの悲劇」(岩崎書店)
- 1983年「森はかけてくる」(偕成社)
- 1985年「きかんしや・ホブ・ノブ」(福音館)

## 主な作品
- 「国歌をうたう」1963年 100号油彩
- 「鳥のゆく午後」1983年 100号油彩
- 「風の午後に遊ぶ」1984年 100号油彩
- 「遠き村の午後」1984年 80号油彩
- 「赤い家」1987年30号油彩
- 「ひとときの夕・風」1989-90年 30号油彩
- 「青のサントヴィクトワール」1994年 15号油彩

## 職歴
- 跡見学園中学校・高等学校美術講師（1967-1970）
- 講談社フェーマススクールズインストラクター（1970-1995）
- 武蔵野美術大学講師（1985-1995）
- 東急B上級者クラス講師（1989-1995）
- 東京芸術大学講師（1986-89）

## 公的美術館の収蔵
- 網走市立美術館